# Ion (Platon)

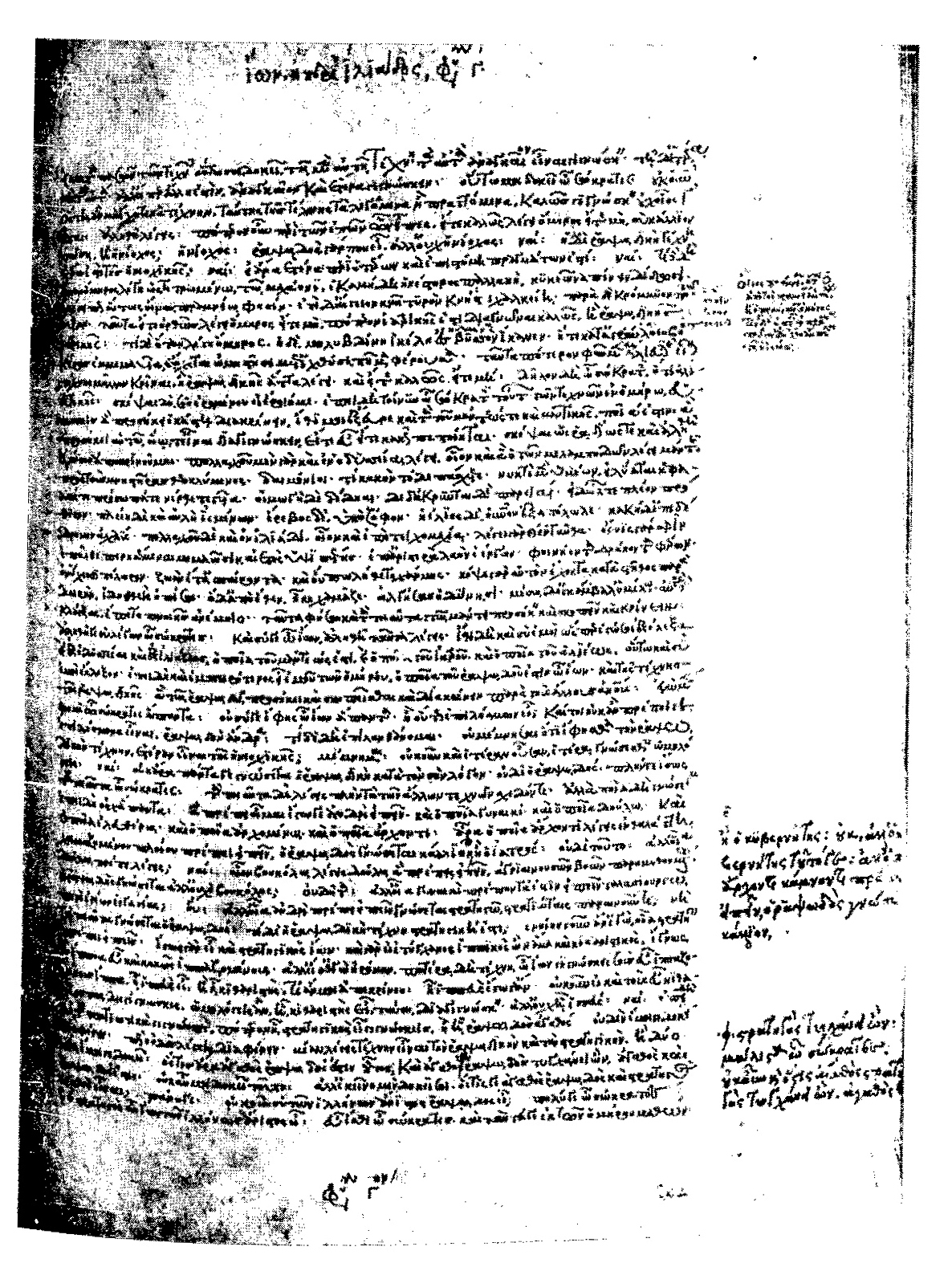
Eine Seite einer Ion-Handschrift aus dem 15. Jahrhundert (Florenz, Biblioteca Medicea Laurenziana, ms. 85,9, fol. 202r)

Der Ion (altgriechisch Ἴων Íōn, lateinisch Io) ist ein in Dialogform verfasstes frühes Werk des griechischen Philosophen Platon. Den Inhalt bildet ein fiktives Gespräch von Platons Lehrer Sokrates mit dem ansonsten unbekannten Ion von Ephesos, nach dem der Dialog benannt ist. Ion ist Rhapsode, das heißt, er rezitiert berufsmäßig bei festlichen Anlässen epische Dichtung und legt sie aus.
Das Thema des Gesprächs ist die Frage, worauf die Kompetenz eines Rhapsoden basiert. Darüber hinaus geht es auch um die Quelle der schöpferischen Tätigkeit der Dichter. Den Hintergrund bildet – mit modernen Begriffen ausgedrückt – das ungeklärte Verhältnis zwischen literarischer Technik und überragender künstlerischer Qualität auf dem Gebiet der Schönen Literatur.
Sokrates fragt nach dem beruflichen Wissen, das Ion befähigt, Dichtung zu interpretieren. Dabei geht er zunächst von der Annahme aus, dass es sich um ein grundsätzliches Fachwissen über Dichtung handelt. Wenn dies zutrifft, muss der Rhapsode jedes Gedicht verstehen und beurteilen können. Dazu ist Ion aber nicht imstande, denn er ist nur auf die Epen Homers spezialisiert. Somit besitzt er kein allgemein dichtungsbezogenes Wissen. Es kann sich aber auch nicht um sonstiges Fachwissen handeln. Weder Dichter noch Rhapsoden beherrschen ihre Themen fachwissenschaftlich. Beispielsweise erfüllt der Rhapsode die Aufgabe, seinem Publikum Dichtung, die von Kriegstaten handelt, nahezubringen, aber von Kriegsführung versteht er nichts.
Demnach ist ein besonderes berufliches Wissen der Dichter und der Rhapsoden nicht benennbar, und es gibt kein Gebiet, auf dem sie mit den jeweiligen Fachleuten konkurrieren können. Somit ist weder die Dichtung noch ihre Auslegung ein Produkt von Wissen. Als Alternative bietet sich die Annahme an, dass göttliche Inspiration die Dichter und die Rhapsoden zu Leistungen befähigt, die sie von sich aus nicht erbringen könnten. Mit dieser von Sokrates vorgeschlagenen Erklärung ist Ion zufrieden.
Der in der Antike wenig beachtete Dialog hat in der Neuzeit ein vielfältiges Echo hervorgerufen, wobei konträre Deutungen des Inspirationskonzepts zu gegensätzlichen Ergebnissen führten. Das Spektrum der Interpretationen reicht von der Einschätzung als reine Persiflage bis zur Annahme, es handle sich um eine Huldigung an die poetische Ergriffenheit.

## Ort, Zeit und Teilnehmer

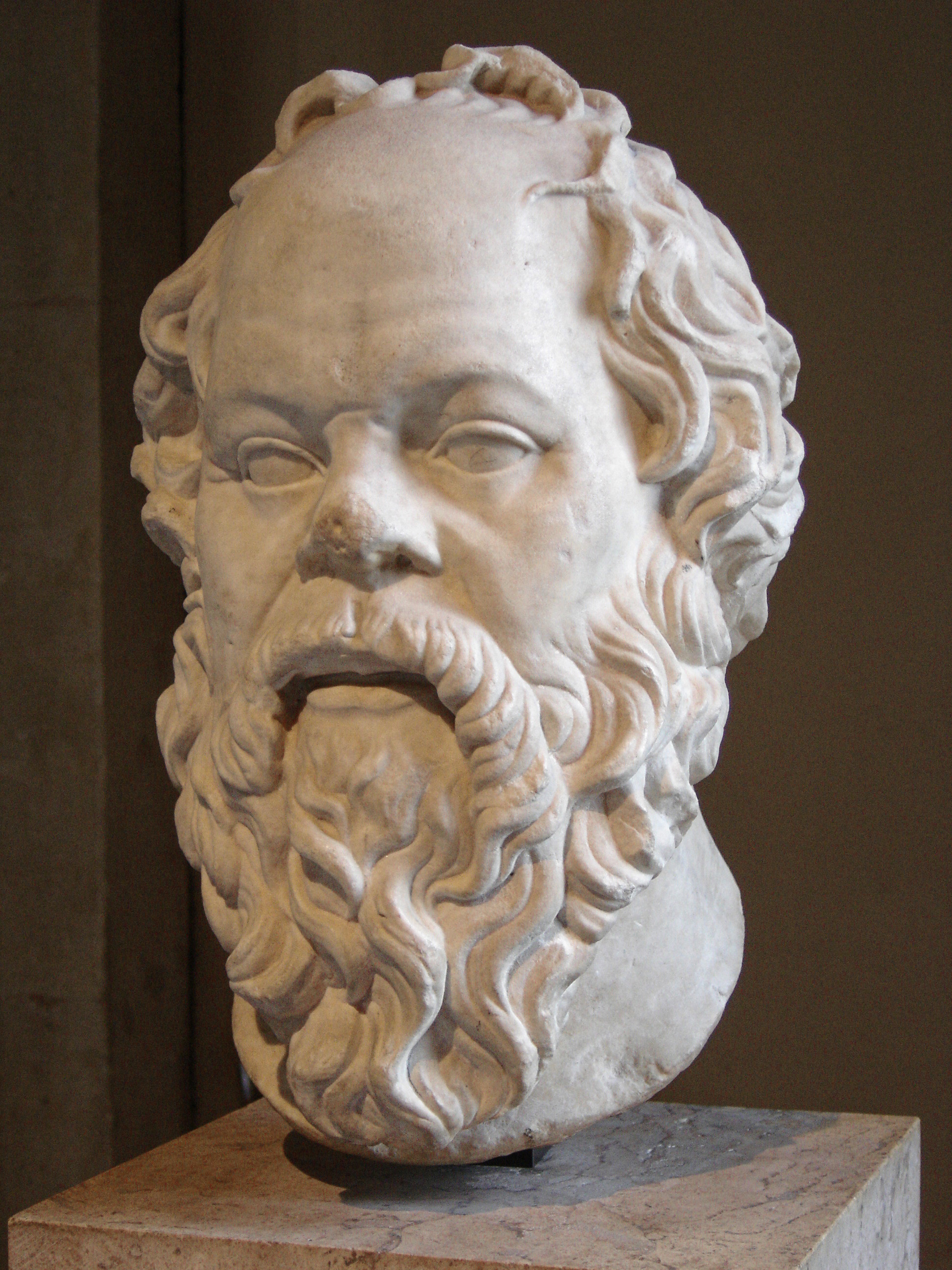
Sokrates (römische Büste, 1. Jahrhundert, Louvre, Paris)

Der Dialog findet an einem Tag zwischen Mai und August an einem nicht näher bezeichneten Ort in Athen statt. Die Zeit ist nicht angegeben, lässt sich aber eingrenzen: Athen befindet sich im Peloponnesischen Krieg, der 431 v. Chr. ausgebrochen ist, und da Ions Heimatstadt Ephesos noch unter der Kontrolle Athens steht, kommt die Zeit ab 412 nicht in Betracht. Ein plausibler Zeitpunkt ist 413, denn Athen leidet unter akutem Mangel an tüchtigen Truppenführern, was nach dem katastrophalen Ausgang der Sizilienexpedition (415–413) der Fall war. Allerdings ist zu beachten, dass Platon als Schriftsteller von seiner literarischen Freiheit Gebrauch zu machen pflegt und auf historische Genauigkeit keinen Wert legt.
Das Gespräch setzt unvermittelt ein, es hat keine Rahmenhandlung. Beteiligt sind nur Sokrates und Ion. Ob Ion eine von Platon erfundene Figur oder eine historische Person ist, ist unbekannt, denn außer dem nach ihm benannten Dialog gibt es keine Quellen, die ihn erwähnen. Jedenfalls repräsentiert er den Berufsstand der Rhapsoden, die damals im kulturellen Leben als Vermittler von Dichtung an breite Schichten einflussreich waren. Rhapsoden wussten die Werke Homers auswendig und konnten großen Ruhm erlangen, wenn sie in Wettkämpfen siegten. Bei ihren Auftritten trugen sie bunte Kleidung und waren mit goldenen Kränzen geschmückt, es konnten etwa zwanzigtausend Zuhörer anwesend sein. Wie auch andere im öffentlichen Leben erfolgreiche Gestalten in Platons Dialogen macht Ion, der kürzlich einen Sieg davongetragen hat, einen sehr selbstbewussten Eindruck. Aus der Schilderung seiner Auftritte geht hervor, dass er sich vor der Menge wie ein Schauspieler verhält. Über seine Herkunft erfährt man nur, dass er aus Ephesos stammt.
Vom Naturell her sind die beiden Persönlichkeiten gegensätzlich: Ions Denkweise ist naiv und unphilosophisch, der geübte Debattierer Sokrates hingegen argumentiert aus einer strikt philosophischen Perspektive. Seiner Gewohnheit gemäß entlarvt Sokrates hartnäckig das Scheinwissen seines Gesprächspartners und bringt ihn damit gezielt in Verlegenheit. Der Rhapsode zeigt sich trotz seines stark ausgeprägten Selbstbewusstseins respektvoll und lernbereit, da er die geistige Überlegenheit des Philosophen anerkennt.

## Inhalt
Das Einleitungsgespräch

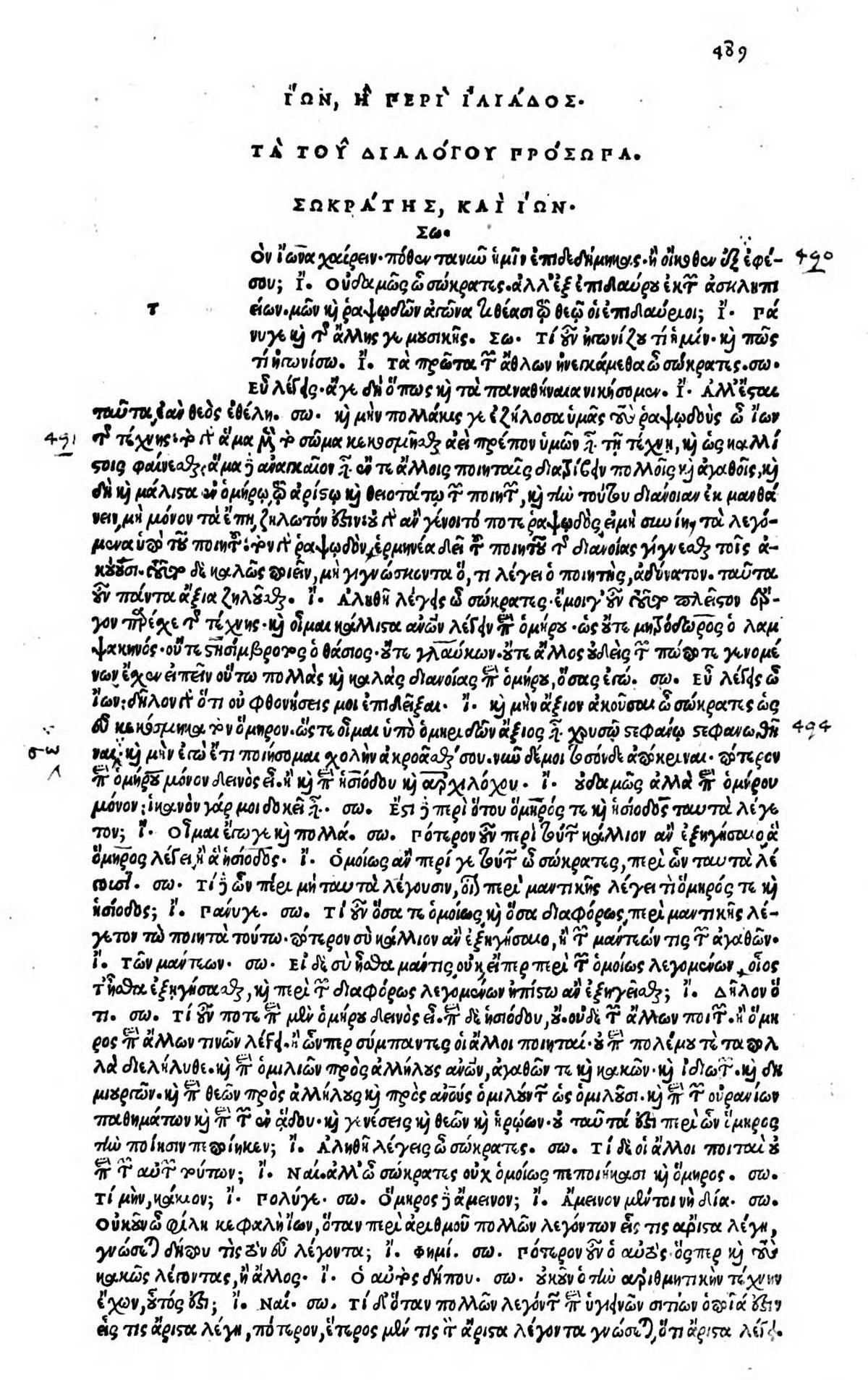
Der Anfang des Ion in der Erstausgabe, Venedig 1513

Sokrates begrüßt Ion, der aus Epidauros nach Athen gekommen ist. In Epidauros hat Ion, wie er stolz berichtet, bei dem Rhapsodenwettkampf anlässlich der Asklepieia genannten panhellenischen Spiele den ersten Preis errungen. Nun will er in Athen an dem Wettstreit teilnehmen, der im August bei den „großen Panathenäen“, einem bedeutenden Fest, abgehalten wird. Sokrates drückt seine Bewunderung für die Rhapsoden aus. Damit ermutigt er den von sich eingenommenen Wettkampfsieger, seine Eitelkeit offen zu zeigen. Zugleich legt er aber auch den hohen Anspruch dar, den er an Ions Berufsstand stellt: Nach seinem Verständnis ist es die Aufgabe des Rhapsoden, den Zuhörern die Gedanken des Dichters zu vermitteln, und das setzt voraus, dass er nicht nur den Wortlaut der Epen kennt, sondern auch den Inhalt vollständig durchdrungen hat. Ion stimmt dem zu und lässt sich zu der Behauptung hinreißen, weder unter den Lebenden noch unter den Verstorbenen sei jemand zu finden, der ihm in der Homerauslegung ebenbürtig oder überlegen sei. Mit dieser Selbsteinschätzung bietet er Sokrates Gelegenheit, die Berechtigung seines Anspruchs auf umfassendes Wissen einer philosophischen Untersuchung – dem Elenchos – zu unterwerfen.
Eine Schlüsselrolle spielt bei der philosophischen Untersuchung der Begriff téchnē, der oft ungenau mit „Kunst“ übersetzt wird. Gemeint ist nicht speziell Kunst im heutigen engeren Sinn („Schöne Künste“), sondern generell ein systematisch geordnetes, auf ein bestimmtes klar umgrenztes Gebiet bezogenes praktisches („technisches“) Wissen, beispielsweise die Fachkompetenz von Handwerkern, Ärzten oder Truppenführern. Die techne verleiht dem Wissenden die Fähigkeit, sich auf dem betreffenden Gebiet erfolgreich zu betätigen („Fertigkeit“) und andere korrekt darüber zu belehren. Gefragt wird nun, worin die techne des Rhapsoden besteht.
Das Verhältnis von allgemeiner und spezieller Kompetenz
Nachdem der Rhapsode die Einzigartigkeit seines Homerverständnisses gepriesen hat, beginnt Sokrates die Untersuchung mit der Frage, ob Ion auch die Werke anderer bedeutender Dichter wie Hesiod und Archilochos auslegen könne. Ion muss dies verneinen, und er fügt hinzu, dass ihm die Beschäftigung mit Homer genüge. Bei Homer kenne er sich so gut aus, dass er auch Äußerungen anderer Dichter erklären könne, insoweit deren Aussagen mit denen Homers inhaltlich übereinstimmten. Was aber bei Homer nicht zu finden ist, dafür will er nicht zuständig sein. Sokrates weist darauf hin, dass die anderen Dichter dieselben Themenbereiche behandeln wie Homer, insbesondere Krieg und Begegnungen verschiedenartiger Menschen sowie den Umgang der Götter untereinander und mit den Menschen. Demnach müsste ein vorzüglicher Kenner Homers, der solche Themen beherrscht, auch über ein entsprechendes Verständnis nichthomerischer Gedichte verfügen.
Ion rechtfertigt seine Beschränkung auf Homer mit der überragenden Qualität von dessen Epen. Damit liefert er Sokrates ein wichtiges Argument: Wer auf einem Gebiet das Beste als solches erkennen kann, der besitzt einen Maßstab für Qualität, welcher ihm das Vergleichen ermöglicht. Wenn er das Beste zu verstehen und zu beurteilen vermag, ist zu erwarten, dass sich seine Kompetenz auch auf das weniger Anspruchsvolle erstreckt. Das bestreitet Ion zwar grundsätzlich nicht, doch er berichtet, dass es ihm seltsamerweise ganz anders ergeht: Wenn von Dichtung außerhalb seines Spezialgebiets die Rede ist, fühlt er sich nicht in seinem Element und kann nichts beitragen, seine Konzentration lässt nach und er nickt sogar ein.
Für dieses Phänomen findet Sokrates eine einfache Erklärung: Er sieht den Grund darin, dass der Rhapsode auch hinsichtlich der homerischen Epen kein wirkliches Verständnis besitze. Anderenfalls wäre er in der Lage, jede beliebige Dichtung, die ebenfalls Themen der gängigen Art behandelt, korrekt auszulegen. Die Dichtkunst sei als Wissensgebiet eine Einheit; Fachkompetenz müsse sich daher, wenn sie tatsächlich vorhanden sei, auf die Gesamtheit des Fachs erstrecken. Wer erklären könne, worin die Vorzüge der besten Maler, Bildhauer oder Musiker bestünden, der müsse daher notwendigerweise auch die schlechteren kompetent beurteilen können. Für Sokrates ergibt sich spezielles, einzelfallbezogenes Wissen ausschließlich und zwangsläufig aus allgemeinem. Ion stimmt dem zu, hält aber an seiner Behauptung fest, der beste Homerinterpret zu sein. Auch alle anderen seien der Meinung, er könne über Homer gut reden, nicht aber über die übrigen Dichter. Er kann sich nicht erklären, warum er über eine so einseitige Fähigkeit verfügt.
Inspiration als Alternative zu Sachkenntnis
Mit einer längeren Darlegung versucht Sokrates seine Lösung des Rätsels plausibel zu machen. Zur Erläuterung fasst er zunächst die schöpferische Tätigkeit der Dichter ins Auge. Sie ist nach seinem Verständnis ein gänzlich irrationaler Vorgang. Nicht die Beherrschung einer Technik macht den Dichter aus; kein Fachwissen ist die Grundlage der Poesie. Vielmehr erschafft der Dichter seine Werke, wenn eine göttliche Kraft ihn ergreift und in Begeisterung versetzt. Dann ist er leicht, beschwingt und heilig, und der Verstand (nous) wohnt nicht mehr in ihm. Solange er an seinem Verstand festhält, kann er nicht in diesen Zustand geraten und ist unfähig zu dichten. Der Dichter versteht selbst nicht, was er tut, wenn diese Inspiration ihn erfasst hat. Er ist nur ein Vermittler dessen, was die Gottheit ihm eingibt.
Sokrates stützt seine Theorie mit mehreren Überlegungen ab. Er verweist auf das Selbstverständnis der Dichter: Sie selbst drücken sich in diesem Sinne aus, wenn sie sich über ihre Tätigkeit und ihr Verhältnis zur Muse, der inspirierenden Instanz, äußern. Sie vergleichen ihr Tun mit dem der honigspendenden Bienen, die sammelnd umherfliegen. Nach ihrer Schilderung sind sie, beflügelt wie Bienen, in den Gärten und Tälern der Musen unterwegs, um ihre Lieder zu sammeln. Außerdem weist Sokrates auf die Spezialisierung bei den Dichtern hin. Die Verskunst setzt sich aus unterschiedlichen Gattungen zusammen: Dithyrambos, Enkomion, Tanzlied, Epos, jambische Dichtung. Jeder Dichter ist auf eine bestimmte Gattung festgelegt, nur in ihr kann er Bedeutendes erschaffen. Es ist die Muse, die ihn zu dieser Festlegung antreibt. Wäre das, was ihn befähigt, ein poetisches Fachwissen, so könnte er in jeder Gattung Werke von gleichem Rang hervorbringen. Schließlich führt Sokrates noch ein Beispiel an. Den besten Beleg für die Richtigkeit seiner Auffassung meint er in der Lebensleistung des Tynnichos von Chalkis gefunden zu haben. Bei Tynnichos handelt es sich um eine historische Person, einen Lyriker, dessen Werk heute verloren ist. Er hat einen Paian gedichtet, der von allen gesungen wird und den Sokrates für das schönste aller Lieder hält. Diesen Paian hat der Dichter selbst als Fund der Musen bezeichnet. Ansonsten hat aber Tynnichos in seinem ganzen Leben nichts Nennenswertes geschaffen. Darin sieht Sokrates die eindrücklichste Bestätigung seiner These, wonach große Dichtung göttlichen Ursprungs ist. Nach seiner Überzeugung hat die Gottheit dem unbedeutendsten Dichter die schönsten Verse eingegeben, um den Menschen damit vor Augen zu führen, dass sie selbst es ist, die hier spricht, und dass der menschliche Autor nur ein Übermittler ist.
Ion schließt sich dieser Deutung an. Aus ihr folgt, dass auch Rhapsoden wie er unschöpferisch sind; sie sind nur als Übermittler für Übermittler tätig. Seine Erfahrung bietet ihm reichliches Anschauungsmaterial, das die Inspirationshypothese stützt, denn er selbst gerät auch außer sich, wenn er bewegende Passagen der homerischen Epen vorträgt: Er weint oder es sträuben sich ihm die Haare und sein Herz klopft. Da ihm selbst aber während seines Auftritts nichts Besonderes widerfährt, ist diese Reaktion, wie Sokrates erklärt, irrational. Sie überträgt sich auf das Publikum, das ebenfalls von heftigen Gemütsbewegungen ergriffen wird. So pflanzt sich die Ergriffenheit in einer Kettenreaktion fort, die vom göttlichen Urheber der Dichtung bis zu den Zuhörern einer Rezitation führt. Sokrates vergleicht diesen Vorgang mit der Wirkung einer magnetischen Kraft: Die Gottheit oder Muse gleicht einem Magneten, der eiserne Ringe an sich zieht und ihnen zugleich die Kraft verleiht, andere Ringe anzuziehen, so dass sich eine Kette von Ringen bildet. Damit wird nun auch Ions exklusive Bindung an Homer begreiflich: Seine eng begrenzte Fähigkeit ist eine spezielle göttliche Gabe. Mit Verständnis hat sein Erfolg nichts zu tun, ein Wissender ist er nicht.
Rationale und intuitive Kompetenz
Überzeugt ist Ion von der Interpretation, die ihm der Philosoph vermitteln will, allerdings noch nicht. Er will an seinem Wissensanspruch festhalten und macht geltend, dass er durchaus rational über Homer reden kann, also nicht nur im Zustand der Ergriffenheit als Medium einer göttlichen Botschaft agiert, sondern auch seinen Verstand einsetzt. Daraufhin wendet sich Sokrates der Prüfung des Wissens zu, das der Rhapsode zu besitzen behauptet. Er macht darauf aufmerksam, dass man zahlreiche Stellen bei Homer nur mit entsprechendem Fachwissen richtig erfassen und einschätzen kann. Beispielsweise ist nur ein Wagenlenker in der Lage, eine Szene angemessen zu würdigen, in der Ratschläge für das sachgerechte Wenden eines Wagens beim Wettkampf gegeben werden. Ein Rhapsode, der nie einen Wagen gelenkt hat, versteht davon nichts. Ebenso ist er außerstande, aus eigener Sachkenntnis Aussagen in einem Epos zu beurteilen, die fremde Wissensgebiete wie Medizin, Fischerei oder Wahrsagung betreffen. Das muss Ion einräumen. Wenn aber all dies jenseits seiner Kompetenz liegt, stellt sich die Frage, was eigentlich speziell in seine Zuständigkeit fällt. Damit kehrt die Diskussion zu ihrem Ausgangspunkt zurück: Zu klären ist, worin das spezifische Fachwissen eines Rhapsoden besteht.
Nun bestimmt Ion den besonderen Zuständigkeitsbereich seines Berufsstands als die Kenntnis des Passenden oder Schicklichen. Er meint beurteilen zu können, ob die Figuren des Epos sich so verhalten, wie es sich für sie gehört, ob sie also das sagen, was ihren Rollen als Männer oder Frauen, Freie oder Sklaven, Gebietende oder Gehorchende angemessen ist. Sokrates weist aber darauf hin, dass das Wesentliche beim Handeln der Figuren nicht ihr Geschlecht oder Stand ist, sondern die richtige Erfüllung ihrer jeweiligen speziellen Aufgaben. Dies zeigt er anhand von Beispielen: Ein Mann agiert nicht als Mann, sondern beispielsweise als Steuermann oder als Arzt, indem er Anweisungen gibt, die ein Fachfremder nicht beurteilen kann, und ein Sklave handelt nicht als Sklave schlechthin, sondern beispielsweise als Rinderhirte, der weiß, wie er mit einer wildgewordenen Herde umzugehen hat. Wenn eine Frau Weberin ist, ist ihre Kenntnis der Webkunst und nicht ihre Weiblichkeit der Faktor, von dem ihr Verhalten abhängt. All dies setzt jeweils besonderes Wissen voraus und liegt daher außerhalb der Zuständigkeit des Rhapsoden.
Zuletzt nennt Sokrates einen Kompetenzbereich, der für die homerischen Helden eine wichtige Rolle spielt: die Kunst des Heerführers, dem es obliegt, seine Kämpfer anzufeuern. Dies ist das Gebiet, auf dem sich Ion am ehesten für fachkundig hält. Als Meister des öffentlichen Vortrags glaubt er zu wissen, wie eine wirksame Ansprache an das Heer zu halten ist. Da er die Massenbeeinflussung beherrscht, traut er sich die Fähigkeit zu, eine militärische Führungsposition auszufüllen. Sokrates möchte ihm durch provozierende Fragen die Absurdität dieser Anmaßung vor Augen führen, verlockt ihn aber nur zu der grotesk wirkenden Behauptung, ein guter Rhapsode sei zwangsläufig auch ein guter Feldherr. An dieser Behauptung hält Ion fest. Die zur Kriegsführung benötigten Kenntnisse glaubt er sich durch seine Homerstudien angeeignet zu haben. Den praktischen Beweis seiner Befähigung braucht er allerdings nicht anzutreten, denn niemand trägt ihm ein militärisches Kommando an.
Abschließend zieht Sokrates Bilanz. Er hält seinem Gesprächspartner vor, entweder sein Wissen zurückzuhalten oder ein nicht vorhandenes Fachwissen vorzutäuschen. Ion könne nicht einmal sagen, auf welches Gebiet sich sein angebliches Wissen beziehe. Wenn er aber auf den Wissensanspruch verzichte und seine Tätigkeit auf Inspiration statt auf eine eigene Leistung zurückführe, sei er ein legitimer Verkünder von Homers Größe. Erleichtert entscheidet sich Ion für diesen Ausweg.

## Die Gesprächsführung
Wie in Platons frühen Dialogen üblich beherrscht Sokrates die Lage und lenkt das Gespräch souverän in die von ihm gewünschte Richtung. Im Vordergrund steht sein Ziel, Ion in die Enge zu treiben, um den eitlen Mann zum Eingeständnis der Unwissenheit zu zwingen. Die philosophische Wahrheitssuche tritt demgegenüber etwas zurück. Manche Ansätze werden nicht ausgearbeitet, obwohl dies für eine vertiefte Auseinandersetzung mit der erörterten Problematik wichtig wäre. Dazu zählt vor allem der von Ion ins Spiel gebrachte Begriff des Angemessenen, der für den Rhapsoden einen Ausweg zur Rettung seines Wissensanspruchs eröffnen könnte.
Im Unterschied zu anderen Frühdialogen Platons endet der Ion nicht in einer Aporie (Ratlosigkeit nach erfolglosen Bemühungen um Erkenntnis), sondern führt zu einem eindeutigen Ergebnis. Ions Anmaßung wird zwar zurückgewiesen und seine Ignoranz aufgedeckt, doch bietet ihm Sokrates zugleich Gelegenheit, sein Selbstbewusstsein auf eine neue, irrationale Basis zu stellen.

## Philosophische Bilanz

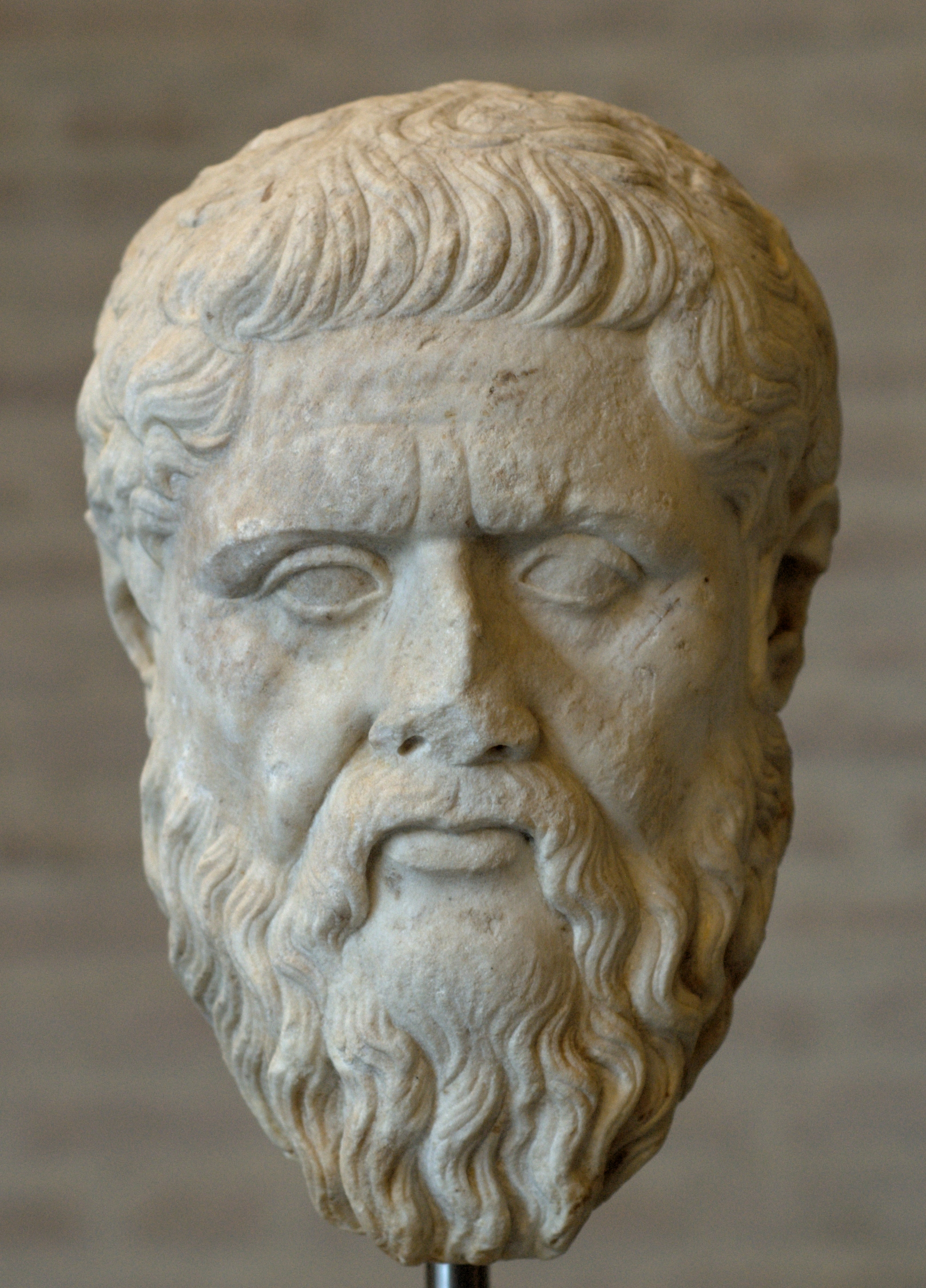
Platon (römische Kopie des griechischen Platonporträts des Silanion, Glyptothek München)

Die Zurückweisung unberechtigter Wissensansprüche
Ein wichtiges Anliegen Platons ist die Zurückweisung des Anspruchs, dass Dichter oder Rhapsoden im Besitz von Wahrheiten seien, die nach seiner Überzeugung in den Zuständigkeitsbereich der Philosophie fallen. Es soll gezeigt werden, dass jemand, der im Ruf steht, bedeutende Verse hervorgebracht zu haben oder interpretieren zu können oder sich in literarischen Fakten hervorragend auszukennen, nicht deswegen als Wissender oder Weiser zu betrachten ist. Wer sich kein echtes philosophisches Verständnis erarbeitet hat, dem steht es nicht zu, als Lehrmeister aufzutreten.
Tatsächlich gab es zu Platons Zeit eine besonders in Kreisen der sophistischen Bildungsbewegung verbreitete Auffassung, der zufolge alles wesentliche Wissen in Homers Epen enthalten ist und diesen durch korrekte Interpretation entnommen werden kann. Dabei geht es nicht um philologische oder literarästhetische Aspekte der Dichtung, sondern um eine generelle Kenntnis der Normen richtigen Verhaltens und einer gelungenen Lebensführung. Demnach besitzen Homerausleger einen Schlüssel zu einer umfassenden Weisheit und Kompetenz. Solchen Ansprüchen lässt Platon seinen Sokrates im Ion durch Enthüllung ihrer absurden Konsequenzen entgegentreten. Vor diesem Hintergrund werden manche für moderne Leser befremdlich wirkende Ausführungen im Dialog verständlich.
In der Geschichte der Literaturkritik gehört der Ion zu den wichtigen Texten der Frühzeit. Er ist in der modernen Forschung sogar als erstes literaturkritisches Werk der europäischen Kulturgeschichte bezeichnet worden. Diese Bezeichnung ist allerdings irreführend, da in dem Dialog eine wissenschaftliche Literaturkritik für nicht existent erklärt wird. Die grundsätzliche Möglichkeit einer wissenschaftlichen Anforderungen genügenden Literaturkritik wird im Ion zwar nicht ausgeschlossen, doch zeigt sich bei Heranziehung anderer Dialoge Platons, dass er sie für die Praxis verneint hat.
Platons fundamentale Kritik an der Rhapsodie, der damals gängigen Form der Präsentation und Interpretation von Dichtung, zielt auf deren Täuschungscharakter. Ion wird als sehr erfolgreicher Rhapsode vorgestellt, er meistert die Anforderungen seines Berufs hervorragend; seine Ignoranz und Eitelkeit steht dem nicht entgegen, sie hindert ihn nicht daran, seinem Publikum die homerischen Helden theatralisch nahezubringen. Sein Erfolg beruht auf Vorspiegelung und Irreführung; er selbst verkörpert nicht das, was er darstellt und rühmt. Somit vermittelt der Rhapsode wie ein Schauspieler nur einen leeren Schein, nicht ein Wissen von den Qualitäten, mit deren Darstellung er sein Publikum beeindruckt. Da er selbst – wie seine Haltung erkennen lässt – solches Wissen nicht besitzt, ist er aus Platons Sicht kein legitimer Verkünder einer entsprechenden Botschaft.
Das philosophische Verständnis der Inspiration
Strittig ist in der Forschung, ob oder inwieweit Platon im Ion Ziele verfolgt, die über die Verspottung Ions und die Kritik an einem übersteigerten Selbstbewusstsein von Rhapsoden hinausreichen. Mit dieser Kontroverse verbindet sich die Frage, ob alle Ausführungen zur Inspiration ausschließlich ironisch gemeint sind und was Platon tatsächlich von diesem Phänomen hält.
Deutlich erkennbar ist jedenfalls, dass Platon die Inspiration der Rhapsoden kritisch betrachtet. Er gibt zu verstehen, dass Ions Begeisterung zweckgerichtet und unecht ist, denn dieser teilt offenherzig mit, dass er während seiner emotionalen Auftritte an seine erhofften Einnahmen denkt und seine Wirkung auf das Publikum entsprechend kalkuliert. Nicht so eindeutig geht hingegen Platons Einstellung zur dichterischen Inspiration aus dem Text hervor. Manche Altertumswissenschaftler glauben, dass er nur ironisieren und Anmaßung bloßstellen wollte, sowohl hinsichtlich der Rhapsoden als auch hinsichtlich der Dichter. Demnach sind die respektvoll klingenden Äußerungen über die göttliche Ergriffenheit der Dichter kein Ausdruck der eigenen Überzeugung des Autors. Eine andere Deutungsrichtung nimmt den im Ion geschilderten „Enthusiasmus“ der begnadeten, von göttlicher Begeisterung ergriffenen Schöpfer großer Dichtung ernst. Sie sieht darin ein Konzept, das die Basis einer authentischen Dichtungslehre Platons bilde.
In der neueren Forschung mehren sich die Stimmen, die für die Annahme eintreten, der Ion bezwecke mehr als nur die unterhaltsame Entlarvung fragwürdiger Wissensansprüche. Eine Reihe von Forschern glaubt ein positives, philosophisch relevantes Ziel des Autors erkennen zu können. Dieses besteht für Gene Fendt und David Rozema darin, den Leser in ein scheinbares Dilemma – die Alternative Fachkompetenz oder Irrationalität – zu führen. Damit stelle der Autor seinem Publikum die Aufgabe, einen Ausweg aus der falschen Alternative zu finden, eine Lösung, die der Funktion von Sprache und Dichtung gerecht werde. Eine ähnliche Auffassung vom Sinn des Dialogs vertritt Rana Saadi Liebert; für sie ist der Ion die erste Auseinandersetzung mit dem fiktionalen Charakter der Dichtung. Nachdrücklich plädiert auch Hellmut Flashar für eine philosophische Relevanz der Erörterungen über die Unwissenheit und Inspiration der Dichter. Für Flashar ist der Ion „einer der interessantesten und seltsamsten Dialoge Platons“. Er sieht in dem kleinen Werk mehr als „ein jugendliches Produkt scherzhafter Laune“. Das eigentlich Wichtige hinter der persönlichen Polemik sei die Erörterung einer Sachfrage, der Frage nach dem Wissen. Es gehe um die Abgrenzung des Bereichs der Dichtung gegen das technische Fachwissen; der Dialog biete die Grundlegung einer Theorie des Genialen. Flashar meint, der philosophische Gehalt erschließe sich erst, wenn man alle Einzelheiten im Zusammenhang mit der Gedankenbewegung des ganzen Dialoges sehe. Wesentlich sei es auch, die Gedankengänge des Dialogs in das Ganze der platonischen Philosophie einzuordnen. Auch für Marcel van Ackeren ist der Ion kein Schwank. Vielmehr handle es sich um die Darlegung der Grundlagen der platonischen Konzeption von Sachkompetenz.
Heinz Schlaffer findet in dem Dialog die Konfrontation zweier Denkweisen. Ion repräsentiert die damals noch vorherrschende traditionelle Auffassung, der zufolge die Poesie Wissenswertes lehrt und der Dichter zugleich ein Weiser ist und als solcher eine hohe Autorität darstellt. Diese unreflektierte Dichterverehrung wird von der neuen philosophischen Sicht, die das poetische Wissen fragwürdig erscheinen lässt, herausgefordert. Demnach begegnen sich in Ion und Sokrates auch zwei Epochen. Ihre Herangehensweisen sind gegensätzlich: Ion steht für das Erleben, Sokrates für das Erforschen des Phänomens Poesie. Sokrates will sich nicht von Ions Vortrag hinreißen lassen, er schafft Distanz zum poetischen Enthusiasmus, um ihn analysieren zu können. Damit leitet er einen Prozess ein, der zum wissenschaftlichen Umgang mit Dichtung führt: Aus Poesie wird Literatur. Allerdings bringt die Zurückführung der Dichtung auf göttliche Inspiration, wenn sie ernst gemeint ist, den Philosophen Platon in ein Dilemma: Die poetischen Inhalte müssten, wenn sie göttlichen Ursprungs sind, absolut wahr sein, da die Götter nicht lügen. Dann konkurriert aber der Wahrheitsanspruch der Dichtung mit dem der Philosophie, die nur das als wahr anerkennt, was die autonome Vernunft aus sich selbst gewinnt.

## Echtheitsfrage
Schon der einflussreiche Platon-Übersetzer Friedrich Schleiermacher vermutete 1805 in der Einleitung zur ersten Auflage seiner Übersetzung des Ion, dass es sich um einen unfertig gebliebenen Entwurf Platons oder um ein Werk eines Schülers des Philosophen auf der Grundlage eines solchen Entwurfs handle. Der renommierte Philologe Immanuel Bekker reihte den Ion 1816 in seiner Platon-Edition unter die unechten Werke ein; seiner Meinung schloss sich Schleiermacher 1818 an. Für Unechtheit plädierten u. a. auch der Platonforscher Friedrich Ast (1816) und der namhafte Philosophiehistoriker Eduard Zeller (1889). Der Altertumswissenschaftler Karl Friedrich Hermann hingegen trat 1839 entschieden für die Echtheit ein. Der Gräzist Ulrich von Wilamowitz-Moellendorff – damals eine führende Autorität seines Fachs – war lange von der Unechtheit überzeugt, änderte dann aber seine Meinung; in seiner 1919 erschienenen Platon-Monographie entschied er sich zögernd für die Auffassung, es handle sich um ein Jugendwerk Platons, ein „Gesellenstück“, dessen Mängel auf die Unerfahrenheit des Autors zurückzuführen seien.
Auch in der späteren Forschung sind die Zweifel an der Echtheit nicht verstummt. Joseph Moreau (1939) und Holger Thesleff (2009) bestritten die Authentizität, Ernst Heitsch (1992) hielt die Frage für offen, Hans Diller (1955) entschied sich für Schleiermachers anfängliche Vermutung der teilweisen Echtheit. Diller meinte, die überlieferte Fassung des Ion sei wohl ein von einem Schüler überarbeiteter Entwurf Platons. Eines der Hauptargumente für Unechtheit oder zumindest Unfertigkeit des Werks ist das Fehlen einer vertieften Auseinandersetzung mit der Natur und Funktion der Dichtung. Anstoß erregt insbesondere das problematische, oberflächlich wirkende Vorgehen des platonischen Sokrates an einer Stelle, wo er den Vorschlag einer formalen Betrachtung von Gedichten kategorisch verwirft. Einer echtheitskritischen Forschungsmeinung zufolge spricht diese Stelle dagegen, dass das Werk in der Gestalt, in der es heute vorliegt, von Platon geschaffen wurde. Auch die Einstufung des Dichtens und des Interpretierens poetischer Werke als rein irrationale Tätigkeiten, die radikale Leugnung einer Eigenleistung der Autoren und Interpreten bedeutender Gedichte hat die Zweifel an Platons Autorschaft genährt. Doch schon vor der Mitte des 20. Jahrhunderts hat sich die Mehrheit der Forscher für die Echtheit ausgesprochen, und diese Auffassung ist weiterhin die vorherrschende.

## Entstehungszeit
Ulrich von Wilamowitz-Moellendorff und Paul Friedländer glaubten, Platon habe den Ion noch zu Lebzeiten des Sokrates, also vor 399 v. Chr. verfasst. Wilamowitz meinte, es handle sich wohl um das erste Werk des jungen Platon; den Hintergrund bilde dessen Abkehr von der Dichtung unter dem Einfluss des Sokrates. Auch Ernst Heitsch vermutet, dass Platon den Ion vor dem Tod des Sokrates geschaffen hat. Die in der Forschung dominierende Auffassung lautet jedoch, dass die Abfassung in die 390er Jahre fällt. Einzelne im Dialog erwähnte historische Gegebenheiten wie die Veranstaltung von Wettkämpfen in Epidauros sind als Anhaltspunkte für die Datierung in Betracht gezogen worden, haben sich aber schließlich als für diesen Zweck unbrauchbar erwiesen. Die Einordnung unter Platons Frühwerke wird von der weit überwiegenden Mehrheit der Altertumswissenschaftler akzeptiert.

## Textüberlieferung
Es ist kein antiker Textzeuge erhalten geblieben. Die älteste erhaltene mittelalterliche Handschrift des Dialogs wurde im 10. Jahrhundert im Byzantinischen Reich angefertigt („Codex T“ der Platon-Textüberlieferung). Drei Handschriften, darunter der für die Textkritik wichtige „Codex S“, stammen aus der Bibliothek des Kardinals Bessarion († 1472).

## Rezeption

### Antike und Mittelalter
In der Antike wurde nicht an der Echtheit des Ion gezweifelt. In der Tetralogienordnung der Werke Platons, die anscheinend im 1. Jahrhundert v. Chr. eingeführt wurde, gehört er zur siebten Tetralogie. Der Philosophiegeschichtsschreiber Diogenes Laertios zählte ihn zu den „prüfenden“ Schriften und gab als Alternativtitel „Über die Ilias“ an. Dabei berief er sich auf eine heute verlorene Schrift des Mittelplatonikers Thrasyllos.
Die antike Rezeption des Ion war relativ spärlich, von einer Kommentierung ist nichts bekannt. Der antiphilosophisch gesinnte Gelehrte Athenaios überliefert eine platonfeindliche Deutung, wonach der Philosoph in dem Dialog alle Dichter sowie die von den Athenern gewählten Heerführer verunglimpft hat; daraus sei seine allgemeine Missgunst gegenüber den Menschen ersichtlich.
In der lateinischsprachigen Gelehrtenwelt des Westens war der Ion im Mittelalter unbekannt, er wurde erst im Zeitalter des Renaissance-Humanismus wiederentdeckt.

### Frühe Neuzeit

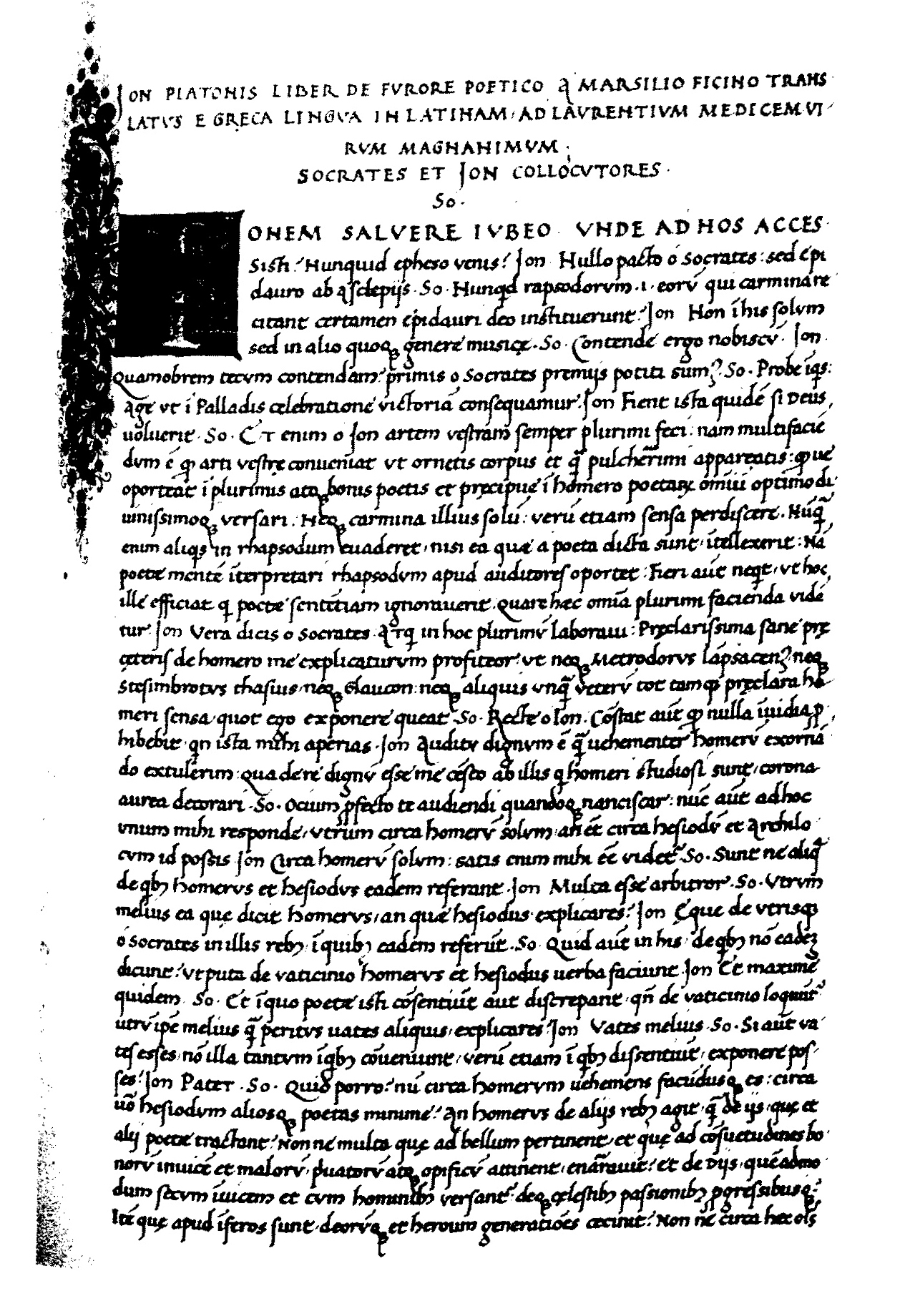
Der Anfang von Marsilio Ficinos lateinischer Ion-Übersetzung in einer Handschrift des 15. Jahrhunderts (Florenz, Biblioteca Medicea Laurenziana, ms. 82,6, fol. 116r)

Die erste lateinische Übersetzung des Ion fertigte der Humanist Lorenzo Lippi da Colle um 1465 an. Er widmete sie dem Florentiner Staatsmann und Mäzen Piero di Cosimo de’ Medici. Die zweite Übersetzung stammt von dem berühmten Humanisten Marsilio Ficino; sie lag spätestens 1466 fertig vor. Ficino war mit Lippi befreundet, er benutzte dessen Text. 1484 veröffentlichte Ficino seinen lateinischen Ion in der Gesamtausgabe seiner Platon-Übersetzungen, die in Florenz erschien. In seiner Einleitung (argumentum) zu der Übersetzung legte er sein Verständnis der dichterischen Inspiration (lateinisch furor poeticus) und anderer Formen der Ergriffenheit oder Ekstase dar.
Die Erstausgabe des griechischen Textes erschien im September 1513 in Venedig bei Aldo Manuzio im Rahmen der von Markos Musuros herausgegebenen Gesamtausgabe der Werke Platons. 1546 publizierte Richard de Blanc in Paris die erste französische Übersetzung des Ion. Der Dialog beeinflusste die Lehre von der dichterischen Ergriffenheit in den französischen Poetiken des 16. Jahrhunderts. 1548 wurde in Venedig eine von Niccolò Trivisani angefertigte italienische Ion-Übersetzung (Il furore poetico) gedruckt. Platons Schilderung des poetischen Enthusiasmus im Ion galt als ernst gemeinte Huldigung an die Dichtkunst und wurde seiner Dichterkritik im Dialog Politeia entgegengestellt. In Italien, Frankreich und England deuteten namhafte Persönlichkeiten des kulturellen Lebens Platons Verhältnis zur Dichtung in diesem Sinne.
Der Gelehrte Julius Caesar Scaliger widersprach in seiner 1561 veröffentlichten einflussreichen Poetik (Poetices libri septem) Platons Kritik an der Rhapsodie.

### Moderne
Graf Friedrich Leopold zu Stolberg-Stolberg übersetzte neben anderen platonischen Dialogen den Ion ins Deutsche. Er veröffentlichte seine Übersetzung 1796 mit einer Vorrede, die Goethe zu einer heftigen Reaktion bewog. Im selben Jahr erschien Goethes Rezension mit dem Titel Plato als Mitgenosse einer christlichen Offenbarung. Dort sowie in Briefen an Friedrich Schiller und Wilhelm von Humboldt polemisierte Goethe gegen Stolberg und dessen „abscheuliche Vorrede“. Er deutete den Ion als „offenbare Persiflage“, die Stolberg schamlos „als ein kanonisches Buch zur Verehrung darzustellen“ gewagt habe. Stolberg habe die Ironie des platonischen Sokrates überhaupt nicht erkannt; in Wirklichkeit habe der ganze Ion mit Poesie nichts zu tun, sondern diene nur der Verspottung von Ions Borniertheit. Platons Sokrates fehle ebenso wie seinem Gesprächspartner, dem Naturalisten Ion, das Verständnis für die Aufgabe und Leistung eines Dichters. Am Schluss werde Ion vor die Alternative gestellt, sich entweder für einen Lumpen oder für einen Halbgott zu halten. Goethes vernichtendes Urteil trug in der Folgezeit erheblich zu einer negativen Einschätzung des Dialogs bei.
Der Dichter Percy Bysshe Shelley, der sich als Platoniker betrachtete, übertrug 1821 den Ion ins Englische. Diese Übersetzung wurde erst 1840 – lange nach seinem Tod – publiziert. Sie bildete in der Folgezeit zusammen mit Shelleys Übersetzung von Platons Symposion für ein breites englischsprachiges Publikum ohne Griechischkenntnisse den Einstieg in das Studium von Platons Werk. Noch im 20. Jahrhundert wirkte sie stark nach. In seinem 1840 postum veröffentlichten einflussreichen Werk A Defence of Poetry erläuterte Shelley sein Verständnis der platonischen Dichtungslehre, das der unter Romantikern vorherrschenden Sichtweise entsprach. Er fasste das im Ion dargelegte Konzept der dichterischen Inspiration keineswegs in ironischem Sinne auf, sondern nahm es ernst und nutzte es für seine Rechtfertigung der Poesie. Bei der Übertragung von Platons Text ins Englische ließ er sich von seiner Interpretation beeinflussen, was eine inhaltliche Verfälschung zur Folge hatte.
Die literarische und philosophische Bewertung des Ion ist mit der Einschätzung der Echtheitsfrage verknüpft. Bestreiter und Bezweifler der Echtheit verweisen auf gravierende Mängel, manche Befürworter gelangen zu einem günstigeren Urteil. Friedrich Schleiermacher rügte 1805 die „unklare und mangelhafte Ausführung“. Ulrich von Wilamowitz-Moellendorff meinte anfangs, als er den Dialog noch für unecht hielt, der Verfasser werde durch seine ungeschickte Gelehrsamkeit kompromittiert. Später, nachdem er sich zögernd für die Echtheit entschieden hatte, stufte er den Dialog als Schwank oder Satire ein, als Jugendwerk, das zwar inhaltlich unbefriedigend, aber lustig sei. Im Ion breche der Jugendübermut und die jugendliche Intoleranz des Autors hervor, er sei ein „anmutiges Zeugnis für die Stimmung des Anfängers“. Die Farben seien grell aufgetragen; es handle um ein komödienhaftes Werk und nicht um einen philosophischen Dialog. Anderer Meinung war Kurt Hildebrandt, ein Echtheitsbefürworter. Er lobte das „zierliche Gespräch (fast rokokohaft in der Form)“, in dem Platon den Gegensatz zwischen inspirierter Dichtung und verständnisloser Interpretation herausstelle. Der Philosoph bezeuge seine Verehrung Homers und rücke mit dem Inspirationskonzept die Dichtung „in einsame Höhe“. Der Ion-Herausgeber Louis Méridier, der ebenfalls für die Echtheit eintrat, verteidigte den Dialog gegen den Vorwurf der Inkohärenz und Widersprüchlichkeit und billigte der Schilderung poetischer Ergriffenheit einen hohen literarischen Rang zu. Paul Friedländer meinte, im Ion habe Platon den ersten Schritt gemacht, „die Seinsweise des erkennenden Menschen gegen die des Dichters abzugrenzen“. Alfred Edward Taylor sah ein berechtigtes Anliegen Platons in dem Protest gegen ein verbreitetes Missverständnis des Sinnes der Poesie: Der Philosoph habe die Annahme widerlegen wollen, Dichter und ihre Ausleger verfolgten ein primär didaktisches Ziel. William K. C. Guthrie hingegen deutete den Ion als ein nur zur Unterhaltung geschaffenes Werk. Die Diskussion über die Frage von Scherz und Ernsthaftigkeit dauert auch in der neueren Forschung an.
In formaler Hinsicht findet der Ion Anerkennung. Hans Diller weist auf die Einfachheit und Klarheit der Struktur hin; in die Mitte des Dialogs habe Platon „schriftstellerische Glanzstücke“ gestellt. Hellmut Flashar und Konrad Gaiser loben den kunstvollen Aufbau des Werks. Auch Michael Erler meint, der Dialog lasse „eine durchdachte formale Konzeption erkennen“. Ähnlich urteilt Olof Gigon: Die Komposition sei untadelig, der Aufbau klar.

## Ausgaben und Übersetzungen (teilweise mit Kommentar)
- Otto Apelt (Übersetzer): Platon: Hippias I/II, Ion. In: Otto Apelt (Hrsg.): Platon: Sämtliche Dialoge, Bd. 3, Meiner, Hamburg 2004, ISBN 3-7873-1156-4 (Übersetzung mit Einleitung und Erläuterungen; Nachdruck der 3. Auflage, Leipzig 1935).
- Gunther Eigler (Hrsg.): Platon: Werke in acht Bänden, Band 1, 4. Auflage, Wissenschaftliche Buchgesellschaft, Darmstadt 2005, ISBN 3-534-19095-5, S. 1–39 (Abdruck der kritischen Ausgabe von Louis Méridier, 3. Auflage, Paris 1956, mit der deutschen Übersetzung von Friedrich Schleiermacher, 2., verbesserte Auflage, Berlin 1818).
- Lorenzo Ferroni, Arnaud Macé (Hrsg.): Platon: Ion. Les Belles Lettres, Paris 2018, ISBN 978-2-251-44828-2 (kritische Edition mit Einleitung, französischer Übersetzung und Kommentar)
- Hellmut Flashar (Hrsg.): Platon: Ion. Reclam, Stuttgart 2002, ISBN 978-3-15-008471-7 (unkritische Ausgabe mit Übersetzung).
- Ernst Heitsch (Übersetzer): Platon: Ion oder Über die Ilias. Übersetzung und Kommentar (= Platon: Werke. Übersetzung und Kommentar, hrsg. von Ernst Heitsch u. a., Bd. VII 3). Vandenhoeck & Ruprecht, Göttingen 2017, ISBN 978-3-525-30402-0
- Albert Rijksbaron (Hrsg.): Plato: Ion. Or: On the Iliad. Brill, Leiden 2007, ISBN 978-90-04-16321-8 (kritische Edition mit Einführung und Kommentar).
- Rudolf Rufener (Übersetzer): Platon: Frühdialoge (= Jubiläumsausgabe sämtlicher Werke, Bd. 1). Artemis, Zürich/München 1974, ISBN 3-7608-3640-2, S. 331–350 (mit Einleitung von Olof Gigon).
- Franz Susemihl (Übersetzer): Ion. In: Erich Loewenthal (Hrsg.): Platon: Sämtliche Werke in drei Bänden, Bd. 1, unveränderter Nachdruck der 8., durchgesehenen Auflage, Wissenschaftliche Buchgesellschaft, Darmstadt 2004, ISBN 3-534-17918-8, S. 129–148.